# Lürschau
Lürschau es un municipio situado en el distrito de Schleswig-Flensburgo, en el estado federado de Schleswig-Holstein (Alemania). Tiene una población estimada, a finales de 2020, de 1095 habitantes.
Se encuentra ubicado al norte del estado, cerca del fondo del fiordo Schlei (mar Báltico).